# Pietro Canisio
Pietro Canisio, o Pier Canisio (in latino Petrus Canisius, in olandese Pieter Kanijs, o Kanisius, o Kanîs) (Nimega, 8 maggio 1521 – Friburgo, 21 dicembre 1597), è stato il primo gesuita della provincia germanica. Nel 1925 è stato proclamato santo e dottore della Chiesa da papa Pio XI.

## Biografia
Pietro Canisio nacque l'8 maggio 1521 a Nimega, città principale della Gheldria, allora appartenente al Sacro Romano Impero, da nobili e agiati genitori. Ricevette la prima istituzione umanistica in patria; ma ancora adolescente fu inviato nel 1535 all'Università di Colonia dove studiò retorica, filosofia e diritto civile e canonico, laureandosi nel 1540 magister artium, o dottore in filosofia. Durante il suo soggiorno a Colonia Canisio subì l'influenza del mistico brabantino Nicolaus van Esch e quella del compagno di Ignazio di Loyola Pierre Favre; accompagnò Favre a Magonza nel 1543 e, dopo aver seguito un corso di esercizi spirituali, entrò nella Compagnia di Gesù, approvata appena tre anni prima: diventò così il primo gesuita tedesco. Affittata a Colonia una piccola casa, vi installò in segreto il Favre e altri 10 compagni costituendovi la prima comunità di gesuiti in Germania. Era l'inizio di quell'azione combattiva che egli condurrà poi per tutta la vita. All'inizio la fortuna non gli arrise troppo: avrebbe dovuto anzi esulare da Colonia, se l'università non fosse intervenuta e non avesse ottenuto che, separatamente, egli e i compagni vi si potessero trattenere ancora. Più tardi, l'attiva predicazione e l'opera svolta gli fecero ottenere una certa fama: tanto che fu inviato al campo imperiale, nel 1547, per trattare, insieme con altri, con le autorità dell'impero la questione dell'apostata vescovo di Colonia Hermann von Wied.
Da questo punto comincia la definitiva ascesa del giovane gesuita. Venuto a contatto e divenuto amico del cardinale d'Augusta, Ottone di Waldburg, personaggio allora influentissimo, cominciò a farsi strada nell'ordine. Inviato nel 1547 a Trento, poi a Bologna, al Concilio, emerse accanto ai tre rappresentanti gesuiti, Diego Laínez, Alfonso Salmerón, Claude Jay. Ignazio di Loyola stesso, venuto a conoscenza del suo valore e della sua opera, lo chiamò a Roma e poi lo mandò a Messina come maestro di retorica e predicatore. Ma questa parentesi italiana durò poco; poiché già nel 1549 veniva inviato dallo stesso Ignazio all'Università bavarese di Ingolstadt. Di questa città e dell'università egli riuscì lentamente a fare le roccheforti della Controriforma e della restaurazione cattolica e più tardi il principale centro dell'ortodossia cattolica in Germania, di fronte a Jena, centro del luteranesimo rigido. Accanto all'attività accademica, Canisio ebbe naturalmente una non meno forte attività riformatrice, condotta con tutti i mezzi e con una instancabilità sorprendente. A Ingolstadt fondò un primo collegio: la fondazione di collegi gesuitici diventerà uno dei mezzi più pratici della sua opera missionaria. Non si fermò alla Baviera, ma si rivolse anche ad altre aree d'Europa, come la Boemia e l'Austria, dove il cattolicesimo aveva subito perdite gravi e occorreva quindi una combattività maggiore. A Vienna entrò alla corte imperiale come predicatore e consigliere e riuscì ad imporsi all'arciduca Massimiliano che aveva permesso l'insediamento di un predicatore luterano che fu allontanato. Prese parte alla dieta di Augusta, nel 1555, con l'imperatore Ferdinando (e poi, nel 1556-57, sarà presente anche alla dieta di Ratisbona, e nel 1559 alla nuova dieta di Augusta). Fondò inoltre altri collegi (nel 1559 Monaco, nel 1562 Innsbruck) e venne chiamato alla suprema carica di provinciale dell'ordine per la Germania Superiore (Svevia, Baviera, Boemia, Ungheria, Alta e Bassa Austria). Chiamato a Roma nella primavera del 1565, fu dal generale Francesco Borgia nominato visitatore dell'ordine nella provincia renana e da Pio IV nunzio apostolico per promulgare in Germania i recenti decreti tridentini. L'anno seguente 1566 Pio V, succeduto a Pio IV, lo inviò alla dieta di Augusta insieme al suo legato Giovanni Francesco Commendone. A tutta questa operosità di missionario e, in parte, di diplomatico, aggiunse anche, frutto del suo ingegno e dei suoi studi, uno dei più potenti strumenti di istruzione, di educazione e di propaganda cattolica, ossia la famosa Summa del 1555 (diffusa in Austria sotto il nome di Cathechismus Ferdinandi), la cui eccezionale importanza è rilevata dalle numerose edizioni che se ne fecero in poco più di un secolo, che sommano a parecchie centinaia.

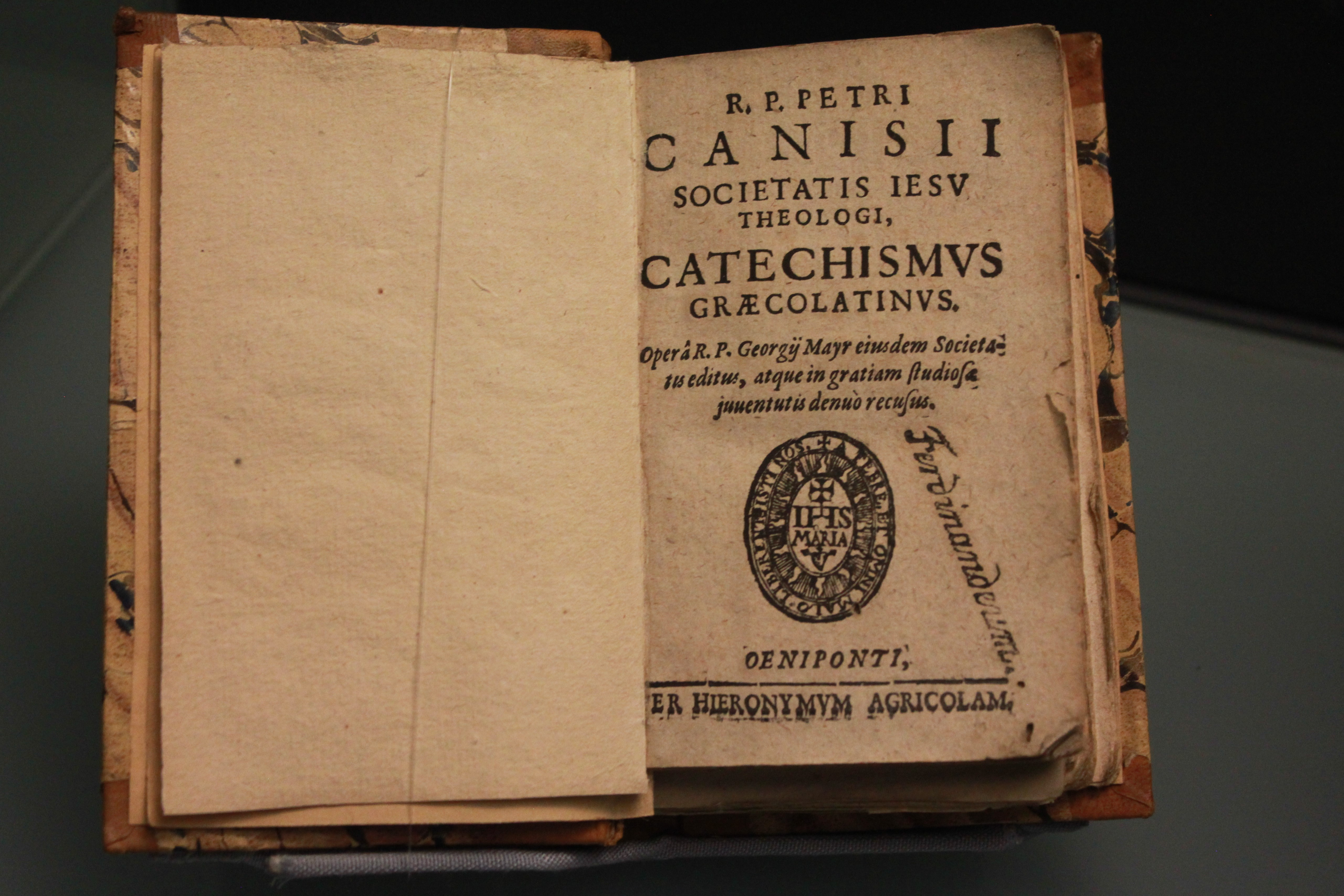
Edizione greco-latina del catechismo di Pietro Canisio, Oeniponti, per Hieronymum Agricolam.

Negli anni sessanta, per desiderio di Pio V, prese parte alle polemiche contro Flacio Illirico e i Centuriatori di Magdeburgo. Nel 1580 fondò un altro collegio a Friburgo in Svizzera. Dedicò gli ultimi anni alla predicazione: morì il 21 dicembre 1597 nel collegio da lui fondato a Friburgo.
Subito dopo la sua morte corsero voci di miracoli: ma solo nel secolo seguente incominciarono le ricerche (dei vescovi di Frisinga, Friburgo e Dillingen dal 1625 al 1690) per la sua beatificazione. A Roma le pratiche incominciarono nel 1734; furono riprese sotto Gregorio XVI; papa Pio IX lo beatificò il 20 novembre 1864. Fu canonizzato e dichiarato dottore della Chiesa il 21 maggio 1925.
Le opere più importanti del Canisio, quelle per cui egli esercitò una grande influenza spirituale e morale sul suo tempo, sono, oltre alla Summa doctrinae christianae... in usum Christianae pueritiae (Vienna 1555, ma l'ed. definitiva è quella di Colonia del 1556), il Parvus Catechismus Catholicorum (Colonia 1558, ed. critica di F. Streicher; Monaco 1933, apparso pure in traduzione tedesca, Dillingen 1560), che è un compendio della Summa e che godette di larghissimo favore; inoltre la confutazione dei Centuriatori di Magdeburgo, che, incompiuta, consta di due parti (Commentariorum de Verbi Dei liber primus: in quo de Sanctissimi Praecursoris Domini Joannis Baptistae Historia evangelica pertractatur, Dillingen 1571; De Maria Virgine... libri quinque, Ingolstadt 1577) unite poi in un'opera sola in due volumi Commentariorum de Verbis corruptelis (1583).
Tra le altre opere del Canisio si ricordano le Lectiones et Predicationes Ecclesiasticae (Ingolstadt 1556); i Principia Grammatices (ivi 1556); le Institutiones et Exercitamenta christianae pietatis (Anversa 1566); Notae in Evangelicas lectiones (Friburgo 1591); l'Enchiridion pietatis quo ad precandum Deum instruitur princeps catholicus, dedicato al futuro imperatore Ferdinando II, ma pubblicato solo nel 1751 (s. a.); e una quantità di altri scritti, in latino e in tedesco, di carattere soprattutto ascetico educativo.
Importanti sono poi le Epistulae et Acta Petri Canisii, a cura di O. Braunsberger (voll. 8, Friburgo in Brisgovia 1891-1923).

## Culto

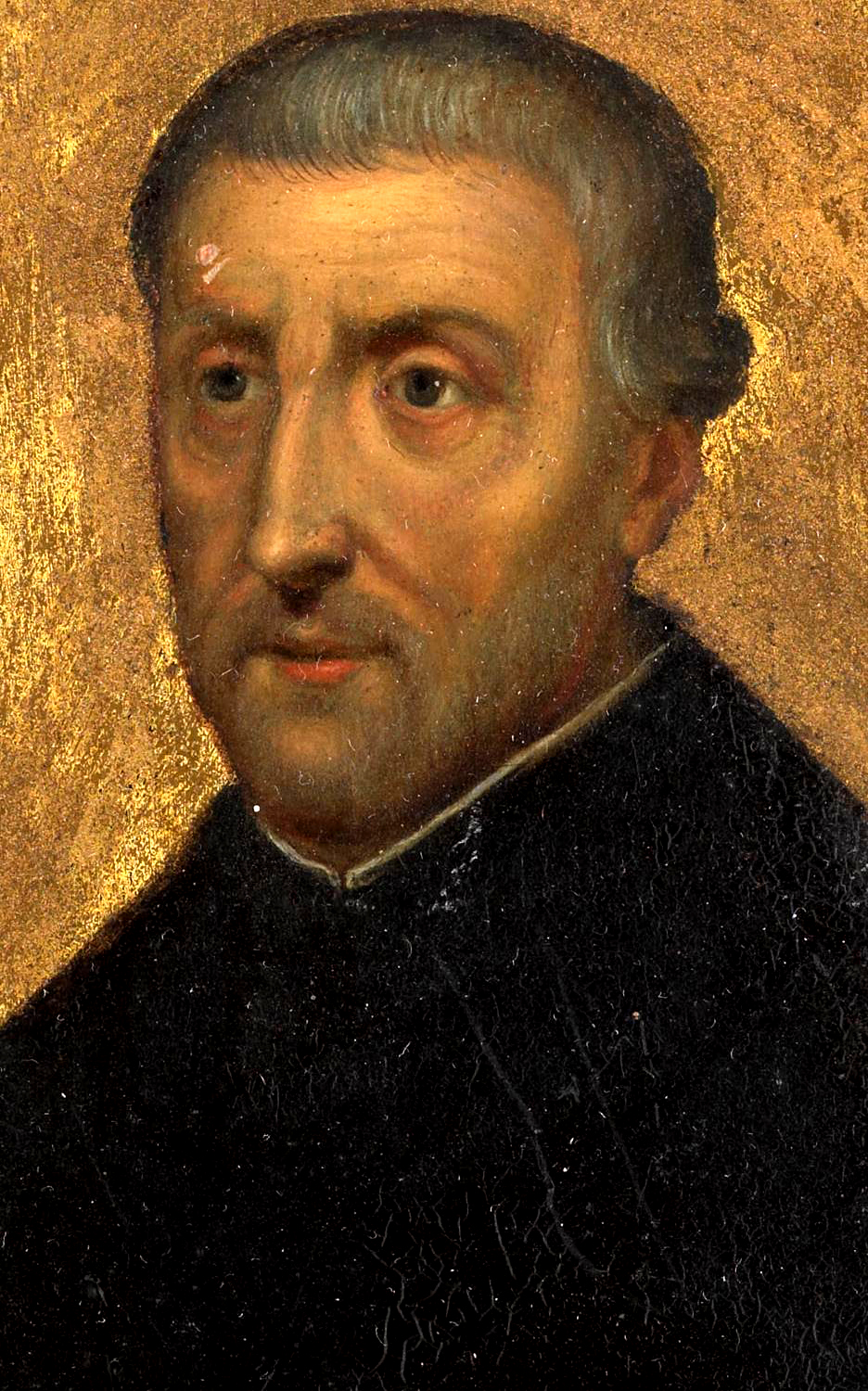
Pietro Canisio, miniatura del 1699

Canisio fu proclamato beato nel 1864 da papa Pio IX e canonizzato nel 1925 da papa Pio XI che lo nominò pure dottore della Chiesa. Peraltro già papa Leone XIII lo aveva definito il secondo apostolo della Germania dopo san Bonifacio.
La sua memoria liturgica cade il 21 dicembre o il 27 aprile nella messa tridentina e sempre in questa data continua ad essere ricordato anche in Germania.

## Opere principali
- (LA) Pietro Canisio, Summa doctrinae christianae, 1555.
- (LA) Pietro Canisio, Catechismus minimus, 1556.
- (LA) Pietro Canisio, Parvus Catechismus Catholicorum, Coloniae, Maternus Cholinus, 1558.
- (LA) Pietro Canisio, De verbi Dei corruptelis, Dilingae, excudebat Sebaldus Mayer, 1571.
- (LA) Pietro Canisio, De Maria Virgine incomparabili, et Dei Genitrice Sacrosancta libri quinque, Ingolstadii, excudebat David Sartorius, 1577.
- (LA) Pietro Canisio, Notae in evangelicas lectiones, 1ª ed., Friburgi Helvetiorum, ex officina typographica Abrahami Gemperlini, 1591.
- (LA) Pietro Canisio, Notae in evangelicas lectiones, 2ª ed., Friburgi Helvetiorum, ex officina typographica Abrahami Gemperlini, 1593.